# Barleria griseoviridis
Barleria griseoviridis är en akantusväxtart som beskrevs av I.Darbysh.. Barleria griseoviridis ingår i släktet Barleria och familjen akantusväxter. Inga underarter finns listade i Catalogue of Life.